# Campeonato Europeo de Patinaje de Velocidad sobre Hielo de 1996
El XC Campeonato Europeo de Patinaje de Velocidad sobre Hielo se celebró en Heerenveen (Países Bajos) del 19 al 21 de enero de 1996 bajo la organización de la Unión Internacional de Patinaje sobre Hielo (ISU) y la Federación Neerlandesa de Patinaje sobre Hielo.
Las competiciones se realizaron en el estadio Thialf de la ciudad neerlandesa.

## Resultados

### Masculino
| Evento              | Oro                                         | Plata                                    | Bronce                                       |
| ------------------- | ------------------------------------------- | ---------------------------------------- | -------------------------------------------- |
| 500 m               | Ids Postma · Países Bajos · 37,12 s         | Davide Carta · Italia · 37,43 s          | Roberto Sighel · Italia · 37,87 s            |
| 1500 m              | Ids Postma · Países Bajos · 1:53,58         | Rintje Ritsma · Países Bajos · 1:53,68   | Martin Hersman · Países Bajos · 1:53,93      |
| 5000 m              | Bart Veldkamp · Bélgica · 6:50,77           | Rintje Ritsma · Países Bajos · 6:51,06   | Frank Dittrich · Alemania · 6:56,31          |
| 10 000 m            | Bart Veldkamp · Bélgica · 14:11,63          | Rintje Ritsma · Países Bajos · 14:14,74  | Frank Dittrich · Alemania · 14:21,35         |
| Clasificación total | Rintje Ritsma · Países Bajos · 159,756 pts. | Ids Postma · Países Bajos · 160,175 pts. | Martin Hersman · Países Bajos · 161,392 pts. |

### Femenino
| Evento              | Oro                                       | Plata                                          | Bronce                                      |
| ------------------- | ----------------------------------------- | ---------------------------------------------- | ------------------------------------------- |
| 500 m               | Annamarie Thomas · Países Bajos · 41,11 s | Gunda Niemann · Alemania · 41,54 s             | Mihaela Dascălu · Rumania · 41,75 s         |
| 1500 m              | Annamarie Thomas · Países Bajos · 2:03,89 | Gunda Niemann · Alemania · 2:04,04             | Svetlana Bazhanova · Rusia · 2:06,17        |
| 3000 m              | Gunda Niemann · Alemania · 4:17,93        | Claudia Pechstein · Alemania · 4:22,72         | Annamarie Thomas · Países Bajos · 4:23,64   |
| 5000 m              | Gunda Niemann · Alemania · 7:23,58        | Claudia Pechstein · Alemania · 7:28,54         | Tonny de Jong · Países Bajos · 7:31,04      |
| Clasificación total | Gunda Niemann · Alemania · 170,232 pts.   | Annamarie Thomas · Países Bajos · 172,133 pts. | Claudia Pechstein · Alemania · 172,763 pts. |

## Medallero
- Solo se otorgan medallas en la clasificación general.

| Núm. | País         | Oro | Plata | Bronce | Total |
| ---- | ------------ | --- | ----- | ------ | ----- |
| 1    | Países Bajos | 1   | 2     | 1      | 4     |
| 2    | Alemania     | 1   | 0     | 1      | 2     |
|      | TOTAL        | 2   | 2     | 2      | 6     |